# Le Roeulx
Se procura pelo castelo, veja Castelo de Le Roeulx
Le Roeulx ou Le Rœulx é uma cidade e um município da Bélgica localizado no distrito de Soignies, província de Hainaut, região da Valônia.